# 24 Hrs Tour
Il 24 Hrs Tour (pubblicizzato come Spring Tour 2017 & Summer Tour 2017) è stato il quinto tour del cantautore inglese Olly Murs. Per promuovere il suo quinto album in studio, 24 Hrs.

## Antefatti
Il tour è stato annunciato a settembre 2016 su varie piattaforme di social media ufficiali del cantante. Le prove degli spettacoli si sono tenute a Brighton nel febbraio del 2017. In un'intervista Murs ha detto: "Un tour estivo è qualcosa che non faccio da molto tempo, ci sono dei luoghi in cui non ci vado da un po', sarà bello uscire e vedere quelle persone. Quando sei in un'arena, puoi creare più di una storia sul palco, ma per un festival o un parco, è tutto basato sulla performance dal vivo."

## Critica
A Birmingham, Justine Halifax (Birmingham Mail) ha dato al concerto quattro stelle su cinque. "Ha creato l'atmosfera di festa che aveva promesso quando è salito sul palco, accompagnato da una straordinaria band di nove elementi e quattro coristi di supporto, l'ex campione di The X-Factor, che ha detto di sentirsi un po 'frisky', ha poi sfondato con i successi dei suoi cinque album."
Matilda Egere-Cooper (London Evening Standard) ha dato agli spettacoli a Londra tre stelle su cinque. dicendo: "Con un cenno a Robbie Williams e Justin Timberlake, il suo concerto è stato 90 minuti di spettacolo pieno di divertimento, un cantante che ha imparato che è meglio attenersi ai suoi punti di forza. Brani ai vertici delle classifiche come Heart Skips a Beat e Dance With Me Tonight sono apparsi con le grafiche fantasiose ed effetti pirotecnici.

## Artisti di apertura
- Louisa Johnson (parte 2 - nella maggior parte dei luoghi e delle date)[5]
- Bodg & Matt (Newcastle)[6]
- James Cusack (Leeds)[6]
- Simon Morykin (Sheffield)[6]
- Simon Pinkham (Nottingham)[6]
- Dave Kelly (Liverpool)[6]
- Mike Toolan (Manchester - 17 Marzo)[6]
- Rob Ellis (Manchester - 18 marzo)[6]
- Matt Lissack (Cardiff)[6]
- Dan Kelly (Birmingham - 23 marzo)[6]
- Rob & Katy (Birmingham - 24 e 25 marzo)[6]
- Steve Power (Bournemouth - 28 marzo)[6]
- Mark Wright  (Londra - 30 marzo)[6]
- Scott Mills (Londra - 31 marzo e 1 aprile)[6]
- Pete Snodden (Dublino)[6]
- Eoghan McDermott (Belfast)[6]

## Scaletta
La seguente scaletta è riferita al concerto, tenutosi il 17 marzo 2017, presso la Arena di Manchester. Non rappresenta tutti i concerti del tour.

### Tracce
1. You Don't Know Love
2. Wrapped Up
3. Unpredictable (feat. Louisa Johnson)
4. Grow Up
5. Flaws
6. Up
7. Back Around
8. I Need You Now
9. Heart Skips a Beat
10. 24 Hrs
11. Deeper
12. Dear Darlin'
13. That's the Way (I Like It) / Never Too Much / She's Got That Vibe / Jump Around / U Can't Touch This / Can't Stop the Feeling! – medley
14. Troublemaker
15. Dance with Me Tonight

### Bis
1. Kiss Me
2. Years & Years

## Date
| Data           | Città        | Stato               | Luogo                          |
| -------------- | ------------ | ------------------- | ------------------------------ |
| Europa         |              |                     |                                |
| 3 marzo 2017   | Glasgow      | Scozia              | SSE Hydro                      |
| 4 marzo 2017   | Glasgow      | Scozia              | SSE Hydro                      |
| 6 marzo 2017   | Newcastle    | Inghilterra         | Metro Radio Arena              |
| 7 marzo 2017   | Newcastle    | Inghilterra         | Metro Radio Arena              |
| 9 marzo 2017   | Leeds        | Inghilterra         | First Direct Arena             |
| 10 marzo 2017  | Sheffield    | Inghilterra         | Sheffield Arena                |
| 11 marzo 2017  | Sheffield    | Inghilterra         | Sheffield Arena                |
| 13 marzo 2017  | Nottingham   | Inghilterra         | Motorpoint Arena               |
| 14 marzo 2017  | Nottingham   | Inghilterra         | Motorpoint Arena               |
| 16 marzo 2017  | Liverpool    | Inghilterra         | Echo Arena                     |
| 17 marzo 2017  | Manchester   | Inghilterra         | Manchester Arena               |
| 18 marzo 2017  | Manchester   | Inghilterra         | Manchester Arena               |
| 20 marzo 2017  | Cardiff      | Galles              | Motorpoint Arena               |
| 21 marzo 2017  | Cardiff      | Galles              | Motorpoint Arena               |
| 23 marzo 2017  | Birmingham   | Inghilterra         | Genting Arena                  |
| 24 marzo 2017  | Birmingham   | Inghilterra         | Genting Arena                  |
| 25 marzo 2017  | Birmingham   | Inghilterra         | Genting Arena                  |
| 27 marzo 2017  | Londra       | Inghilterra         | Royal Albert Hall              |
| 28 marzo 2017  | Bournemouth  | Inghilterra         | Windsor Hall                   |
| 30 marzo 2017  | Londra       | Inghilterra         | The O2 Arena                   |
| 31 marzo 2017  | Londra       | Inghilterra         | The O2 Arena                   |
| 1º aprile 2017 | Londra       | Inghilterra         | The O2 Arena                   |
| 3 aprile 2017  | Dublino      | Irlanda             | 3Arena                         |
| 4 aprile 2017  | Belfast      | Irlanda del Nord    | SSE Arena                      |
| 5 aprile 2017  | Belfast      | Irlanda del Nord    | SSE Arena                      |
| Asia           |              |                     |                                |
| 28 aprile 2017 | Abu Dhabi    | Emirati Arabi Uniti | du Forum                       |
| Europa         |              |                     |                                |
| 2 giugno 2017  | Market Rasen | Inghilterra         | Market Rasen Racecourse        |
| 3 giugno 2017  | Carlisle     | Inghilterra         | Brunton Park                   |
| 10 giugno 2017 | Colchester   | Inghilterra         | Weston Homes Community Stadium |
| 16 giugno 2017 | Tetbury      | Inghilterra         | Westonbirt Arboretum           |
| 23 giugno 2017 | Edwinstowe   | Inghilterra         | Sherwood Forest                |
| 24 giugno 2017 | Wrexham      | Galles              | Racecourse Ground              |
| 25 giugno 2017 | Worcester    | Inghilterra         | New Road                       |
| 30 giugno 2017 | Brandon      | Inghilterra         | Thetford Forest                |
| 1º luglio 2017 | York         | Inghilterra         | York Racecourse                |
| 7 luglio 2017  | Canterbury   | Inghilterra         | Spitfire Ground                |
| 8 luglio 2017  | Dublino      | Irlanda             | Iveagh Gardens                 |
| 9 luglio 2017  | Scarborough  | Inghilterra         | Scarborough Open Air Theatre   |
| 14 luglio 2017 | Northampton  | Inghilterra         | County Ground                  |
| 15 luglio 2017 | Saint Helier | Jersey              | Howard Davis Park              |
| 16 luglio 2017 | Hove         | Inghilterra         | 1st Central County Ground      |
| 18 luglio 2017 | Edimburgo    | Scozia              | Edinburgh Castle Esplanade     |
| 20 luglio 2017 | Dundee       | Scozia              | Slessor Gardens                |
| 21 luglio 2017 | Aberdeen     | Scozia              | Outdoor at the AECC            |
| 22 luglio 2017 | Inverness    | Scozia              | Bught Park                     |
| 29 luglio 2017 | Exminster    | Inghilterra         | Powderham Castle               |
| 2 agosto 2017  | Lytham       | Inghilterra         | Lytham Green                   |
| 5 agosto 2017  | Bournemouth  | Inghilterra         | Kings Park                     |
| 10 agosto 2017 | Esher        | Inghilterra         | Sandown Park Racecourse        |
| 11 agosto 2017 | Merseyside   | Inghilterra         | Haydock Park Racecourse        |
| 12 agosto 2017 | Swansea      | Galles              | Singleton Park                 |
| 18 agosto 2017 | Newmarket    | Inghilterra         | Newmarket Racecourse           |
| 19 agosto 201  | Newbury      | Inghilterra         | Newbury Racecourse             |
| 25 agosto 2017 | Overton      | Inghilterra         | Laverstoke Park Farm           |
| 26 agosto 2017 | Kingham      | Inghilterra         | Alex James' Farm               |
| 27 agosto 2017 | Portsmouth   | Inghilterra         | Victorious Festival            |

## Botteghino
| Luogo              | Città       | Biglietti venduti / venduti | Incasso lordo |
| ------------------ | ----------- | --------------------------- | ------------- |
| SSE Hydro          | Glasgow     | 20,834 / 20,834 (100%)      | $1,272,650    |
| Metro Radio Arena  | Newcastle   | 15,397 / 15,397 (100%)      | $895,611      |
| First Direct Arena | Leeds       | 10,917 / 10,917 (100%)      | $637,312      |
| Sheffield Arena    | Sheffield   | 23,362 / 23,362 (100%)      | $1,337,880    |
| Motorpoint Arena   | Nottingham  | 13,447 / 13,447 (100%)      | $800,572      |
| Echo Arena         | Liverpool   | 9,397 / 9,397 (100%)        | $572,906      |
| Manchester Arena   | Manchester  | 26,362 / 26,362 (100%)      | $1,587,440    |
| Motorpoint Arena   | Cardiff     | 12,837 / 12,837 (100%)      | $687,358      |
| Genting Arena      | Birmingham  | 33,849 / 33,849 (100%)      | $2,045,570    |
| Windsor Hall       | Bournemouth | 5,698 / 5,698 (100%)        | $344,032      |
| The O2 Arena       | Londra      | 42,833 / 42,833 (100%)      | $2,679,570    |
| 3Arena             | Dublino     | 8,527 / 8,527 (100%)        | $525,470      |
| SSE Arena          | Belfast     | 14,123 / 14,123 (100%)      | $816,321      |
| TOTALE             | TOTALE      | 237,583 / 237,583 (100%)    | $14,202,692   |

### Riconoscimenti
- Posizione #1 su Billboard's Hot Tours per il fine settimana del 18 aprile 2017.[38]